# Ölmstads socken

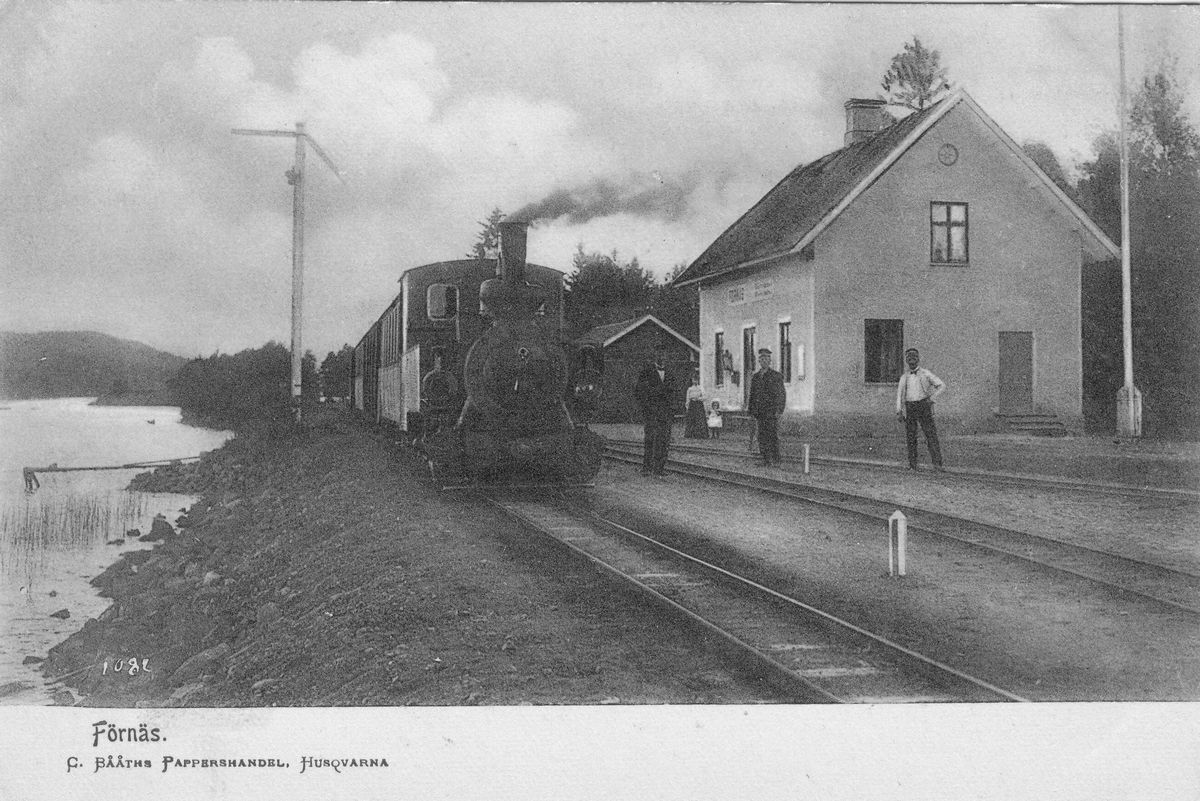
Förnäs station vid sjön Bunn på Jönköping–Gripenbergs Järnväg, som var i drift 1898–1935

Ölmstads socken i Småland ingick i Vista härad, ingår sedan 1971 i Jönköpings kommun i Jönköpings kommun och motsvarar från 2016 Ölmstads distrikt.
Socknens areal är 47,83 kvadratkilometer, varav land 47,22. År 2000 fanns här  1 277 invånare. Tätorten Ölmstad samt Ölmstads kyrkby med sockenkyrkan Ölmstads kyrka ligger i denna socken. 

## Administrativ historik
Ölmstads socken har medeltida ursprung.
Vid kommunreformen 1862 övergick socknens ansvar för de kyrkliga frågorna till Ölmstads församling och för de borgerliga frågorna till Ölmstads landskommun. Denna senare inkorporerades 1952 Skärstads landskommun och uppgick 1971  i Jönköpings kommun. Församlingen uppgick 2010 i Skärstad-Ölmstads församling.
1 januari 2016 inrättades distriktet Ölmstad, med samma omfattning som församlingen hade 1999/2000.  
Socknen har tillhört samma fögderier och domsagor som Vista härad. De indelta soldaterna tillhörde Jönköpings regemente, Vista kompani.

## Geografi
Ölmstads socken ligger vid östra stranden av Vättern söder om Gränna. Socknen har sin största del på högplatån som reser sig tvärbrant ur Vättern och har toppar som når 331 meter över havet i sydost. Socknen består av kuperade mindre dalbygder omgivna av skogsterräng.

## Fornlämningar
Här finns en hällkista från stenåldern, och några gravrösen från bronsåldern samt fem järnåldersgravfält. Ett bronsålderssvärd har återfunnits i Vättern.

## Namnet
Namnet (1296 Ylmstadhe, ) kommer från kyrkbyn. Förleden har föreslagits komma från ett vattendrag Ylma/Ölma. Efterleden är sta(d), ställe.
Före 1927 skrevs också namnet Ölmestads socken.